# Petroșnița, Caraș-Severin
Petroșnița este un sat în comuna Bucoșnița din județul Caraș-Severin, Banat, România.

## Legături externe

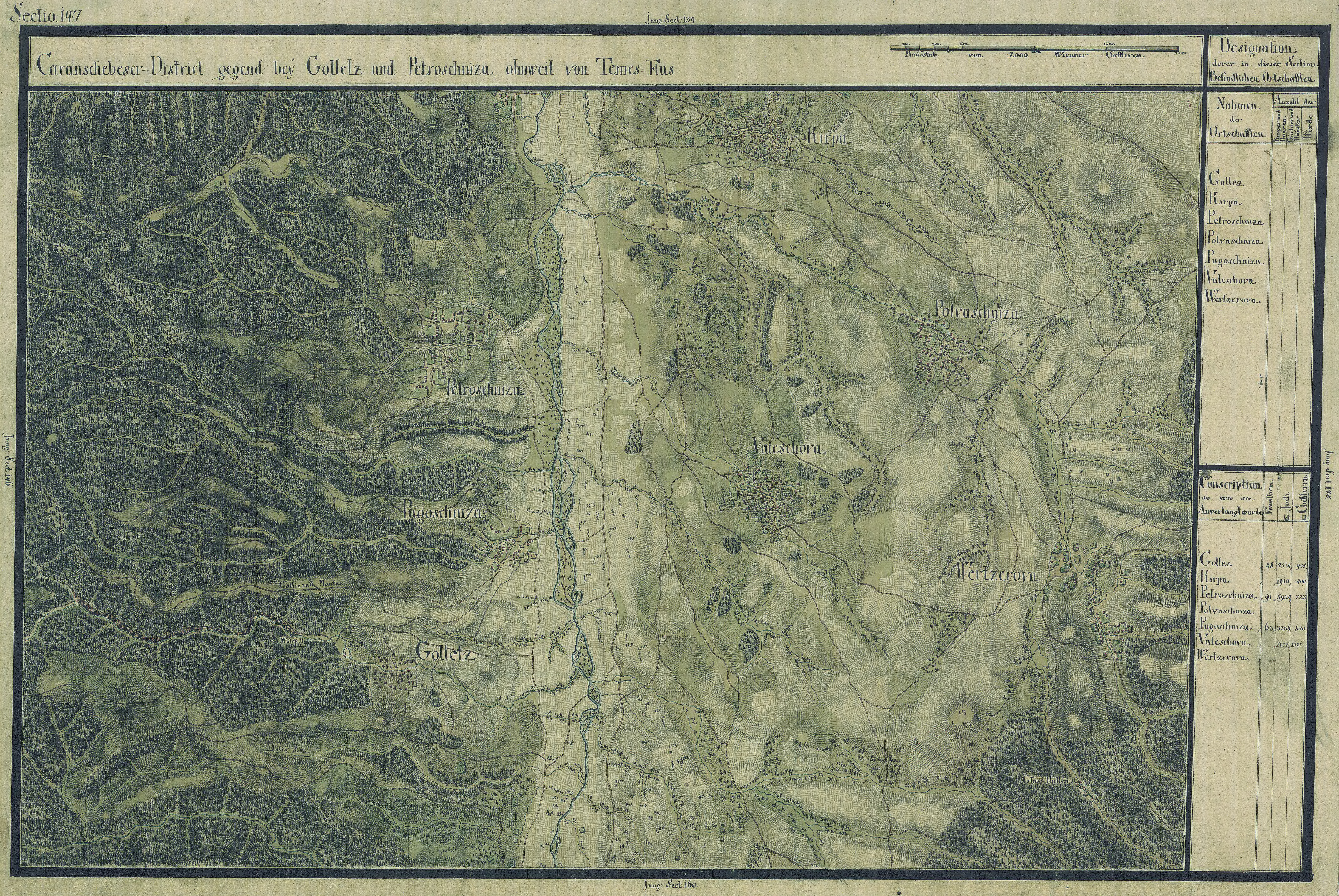
Petroșnița în Harta Iosefină a Banatului, 1769-72